# Tarasnice 21
Tarasnice 21 je jednoduchá, lehká zbraň pro boj s tanky, bez zpětného rázu, ráže 82 mm, s elektromagnetickým indukčním spušťadlem. Je určena k ničení obrněných vozidel všech druhů i s nejodolnějším pancéřem. Může jí být použito i k ničení osádek pevnůstek a palebných srubů a k ničení osádek v budovách upravených k obraně, při použití tříštivého střeliva i proti živým cílům.
Střelba na pohyblivé cíle je dostatečně přesná až do dálky 300 m, na pevné cíle až do dálky 600 m. Největší dostřel je asi 2300 m. Střela je za letu stabilizována pevnými křidélky. Obsluhu zbraně tvoří 3 muži – střelec, nabíječ a nosič nábojů. Zbraň může však snadno obsluhovat i jeden muž, má-li po ruce dostatek nábojů.

## Vývoj
V průběhu druhé světové války došlo k ověření účinnosti reaktivních protitankových zbraní. V roce 1946, po dobrých zkušenostech s německými zbraněmi, se československá armáda rozhodla zadat vývoj vlastní protitankové zbraně. Vývojem se zabývala Zbrojovka Brno a Vojenský technický ústav v Podmoklech. Při vývoji byly použity jak prvky západních, tak německých zbraní. 
První zavedenou zbraní v poválečné československé armádě byla „81 mm pancéřovnice vz.49“, označována též jako P-1. Tu výzbrojní komise schválila k zavedení do československé armády. Vývoj pokračoval a v květnu 1951 se Vsetíně rozběhla sériová výroba zbraně, který byla přeznačena na Tarasnici 21 ráže 82 mm. Do roku 1954 jich bylo vyprodukováno asi 5000 kusů. V roce 1957 Československá lidová armáda vlastnila již pouze 1638 tarasnic T21.
Další vývoj T21 pokračoval po roce 1953 pod označením Tarasnice II, ale v roce 1957 na návrh sovětské strany byl vývoj vrácen zpět a na začátku 60. let byl vývoj zbraně nazvané P-20 zrušen (v roce 1961 byl v sovětské armádě zaveden RPG-7, v československé v roce 1963).

## Služba
V roce 1963 byla do Československé lidové armády zavedena sovětská protitanková zbraň RPG-7, která postupně začala nahrazovat ostatní protitankové prostředky, a to jak Pancéřovku 27, tak Tarasnici 21. Tarasnice 21 byly postupně odprodávány do zahraničí a v roce 1967 došlo v Československé lidové armádě ke zrušení „tarasnicových“ družstev.
Při vývoji obrněného transportéru OT-62 TOPAS byla navržena T21, v prosinci 1959, jako protitanková zbraň vozidla OT-62 TOPAS 2 společně s 7.62 mm kulometem K59. Do konce července 1960 byl zhotoven prototyp věžičky. Vzhledem k tomu, že výroba T21 byla již ukončena v roce 1955, bylo přikročeno k vývoji úchytů na věžičku, které by pojaly původní variantu T21. Sériová výroba OT-62 TOPAS 2 s T21 byla zahájena v roce 1964. Mimo vozidla OT-62 TOPAS 2 byla T21 montována na OT-65A FUG a na několik exportních verzí OT-64 SKOT.

## Hlavní části zbraně
- hlaveň – vyrobena z ocelové bezešvé trubky. Vnitřní vývrt 82 mm. Zadní části je hlaveň rozšířena pro snadné nabíjení zbraně.
- zadek hlavně – má větší průměr než hlaveň.
- závěr
- mířidla
- podvozek
- ojka
- nosné řemeny

## Základní parametry
- Ráž: 82 mm
- Váha bez podvozku: 17 kg
- Váha s podvozkem: 19,35 kg
- Délka: 1475 mm
- Šířka: 325 mm
- Výška: 385 mm
- Palebná výška: 275 mm
- Počáteční rychlost střely: 280 m/sec
- Rychlost palby: 4–6 ran za minutu
- Váha ostrého náboje: 3,46 kg
- Váha ostré střely: 1,90 kg
- Váha nábojky: 1,56 kg
- Váha nábojnice s roštem: 1,10 kg
- Váha prachové náplně: 0,46 kg

## Uživatelé a export
- Československo
- Polsko (810 ks)
- Angola (8 ks)
- Jordánsko (200 ks)
- Egypt (900 ks)
- Sýrie (600 ks)
- Izrael (pouze několik kořistních zbraní)
- Sovětský svaz (jeden opotřebovaný kus pro účel zkoušek)[4]